# 杨万泰
杨万泰（1956年10月—），生于河北省成安县，中国高分子化学家，北京化工大学教授，中国科学院院士。

## 生平
1982年，毕业于清华大学化工系。
1985年，毕业于北京化工学院高分子系，获硕士学位。
1996年，毕业于瑞典皇家理工学院，获博士学位。
1996年9月，回国在北京化工大学工作。
2001年，被评为长江学者特聘教授。
2017年，当选为中国科学院院士。